# 申相玉和崔银姬绑架事件

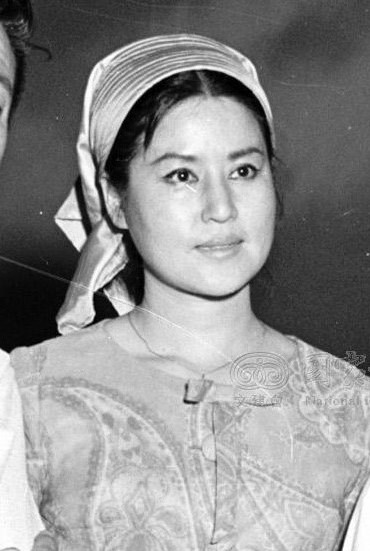
崔银姬

申相玉和崔银姬绑架事件，是指1978年至1986年之间崔银姬和申相玉被绑架到朝鲜的事件。申相玉是韩国著名电影导演，与女演员崔银姬结婚，他们一起创立申氏影业，曾在20世纪60年代拍摄许多电影。1978年，崔银姬被绑架，六个月后申相玉也被绑架。
在申相玉被监禁三年后，金正日指示两人拍摄电影，以此让朝鲜电影受到全世界认可。在拍摄数部电影后，1986年申相玉和崔银姬在维也纳期间逃到美国駐奧地利大使馆。

## 绑架
1978年1月22日，崔银姬在香港浅水湾被绑架到朝鲜南浦港，被安置在一座名为1号楼的豪华别墅。崔银姬被带去参观南浦、平壤、金日成的出生地、其他地标和博物馆。她有一位导师，专门负责教她有关金日成的生平和成就。金正日带她去看电影、歌剧、音乐剧和参加聚会。金正日问她对各种电影的看法，并尊重她的观点。五年后她才知道自己是绑架申相玉的诱饵。
尽管崔银姬和申相玉已经离婚，申相玉也有了另一个家庭，但在崔银姬失踪后，申相玉还是找她。因为申氏影业的电影许可证被吊销，因此申相玉与当时韩国政府相斗。申相玉一直在周游世界，想通过拍摄电影来获得居留签证。在崔银姬被绑架六个月后，申相玉在香港被绑架。申相玉也被安排豪华住宿，但没有人告诉他崔银姬出了什么事。申相玉在两次尝试逃跑失败后被送进监狱。1983年2月23日，申相玉收到一封信，信中说他会获释。1983年3月7日，申相玉和崔银姬在金正日主持的聚会上重聚。

## 拍摄电影
申相玉和崔银姬参观收集了世界各地1万5千多部电影的金正日私人电影资料库。他们被要求每天观看和评论四部电影（主要是共产主义集团电影，但偶尔也有好莱坞电影）。申相玉和崔银姬尊重金正日的电影知识和视角。最后，金正日希望申相玉执导一部参加国际比赛的电影。金正日意识到朝鲜电影的内部宣传倾向不会吸引国际观众，因此他允许申相玉拓宽电影主题，选择让外国人更容易接受的主题。申相玉于1983年10月20日开始工作，他们在捷克斯洛伐克的一个电影节上凭借一部电影获得奖项。他们在金正日领导下制作的最后一部同时也是最昂贵的电影为《平壤怪兽》。
他们在朝鲜时制作的电影包括：
- 《不归的使者（英语：An_Emissary_of_No_Return）》（1984）
- 《爱，爱，我的爱（英语：Love,_Love,_My_Love）》（1984）
- 《离家出走（英语：Runaway_(1984_North_Korean_film)）》（1984）
- 《盐》（1985）
- 《沈淸傳的故事（英语：The_Tale_of_Shim_Chong_(film)）》（1985）
- 《平壤怪兽》（1985）

## 逃跑
申相玉和崔银姬偷偷用录音机录制与金正日的谈话，以此证明自己不是自愿前往朝鲜。在1983年10月19日一次谈话中，金正日说绑架两人是为了提升朝鲜电影业。金正日告诉两人如果他们接受媒体采访表明自己是自愿前往朝鲜那是最好不过了。1984年4月12日，一場在南斯拉夫貝爾格勒舉行的記者會中，申相玉和崔銀姬聲稱他們是自願前往北韓。
1986年，在完成《平壤怪兽》后申相玉和崔银姬前往维也纳，金正日要求两人前往奥地利寻找拍摄成吉思汗传记电影的资助人。1986年3月12日，两人假借采访的名义进入维也纳洲际酒店，与记者江木晃见面，并说服他们的朝鲜保镖离开房间。两人告诉酒店员工让美国大使馆知道他们寻求庇护后，在12:30两人和江木晃一起上一辆出租车后快速离去。在被朝鲜人追赶导致交通拥堵后，两人离开出租车并冲进大使馆。1986年3月22日，《纽约时报》发表文章，宣布两人已逃离朝鲜，在美国大使馆寻求政治庇护。
逃跑后，申相玉在美国电影业工作，多年后返回韩国。朝鲜发表声明否认绑架两人，声称两人自愿携带大量资金叛逃到朝鲜。

## 相关作品
- 法国电视迷你剧《金刚》，基于此事改编。[14]